# Bourgbarré
 Bourgbarré  es una población y comuna francesa, situada en la región de Bretaña, departamento de Ille y Vilaine, en el distrito de Rennes y cantón de Bruz.

## Demografía
| 970 | 966 | 1 002 | 1 135 | 1 112 | 1 135 | 1 087 | 1 132 | 1 051 | 1 066 | 1 078 | 1 080 | 1 084 | 1 098 | 1 056 | 1 046 | 1 010 | 989 | 1 011 | 971 | 883 | 852 | 852 | 798 | 864 | 807 | 819 | 855 | 1 139 | 1 709 | 2 004 | 2 322 | 3 135 |
| Para los censos de 1962 a 1999 la población legal corresponde a la población sin duplicidades (Fuente: INSEE [Consultar]) |     |       |       |       |       |       |       |       |       |       |       |       |       |       |       |       |     |       |     |     |     |     |     |     |     |     |     |       |       |       |       |       |